# Sylvilagus palustris
O Coelho-do-brejo (Sylvilagus palustris) é um leporídeo encontrados em charcos e pântanos nos Estados Unidos da América.